# Detroit Diesel
Detroit Diesel Corporation (DDC), också kallat Demand Detroit eller endast Detroit, är en amerikansk dieselmotortillverkare med huvudkontor i Detroit. DDC ägs av Daimler Trucks North America som i sin tur är dotterbolag till tyska Daimler AG. DDC grundades 1938 av amerikanska General Motors.